# Josef von Hueber
Josef von Hueber (* 24. Oktober 1816 in Klagenfurt; † 13. November 1878 ebenda) war ein österreichischer Landesgerichtsrat und Gutsbesitzer und Politiker.

## Leben
Von Hueber war der Sohn des Registrants des Appellationsgerichts Leopold von Hueber († nach 1857) und dessen Ehefrau Katharina geborene Gunzinger († vor 1857). Er war römisch-katholisch und heiratete am 13. November 1857 Mathilda Freiin von Herbert (* 7. Dezember 1821; † 3. November 1899). aus der Ehe gingen keine Kinder hervor.
Er schlug eine Richterkarriere ein und wurde 1841 Landrechts-Auskultant, 1849 Bezirksrichter und 1854 Landesgerichtsrat. Im Jahr 1869 ging er als Oberlandesgerichtsrat in Pension. Er wurde 1869 Mitglied und 1876 Vizepräsident des Verwaltungsrates der Hüttenberger Eisenwerksgesellschaft. 1848 war er Hauptmann der Nationalgarde in Klagenfurt.
Von 1861 bis 1871 war er Abgeordneter im Kärntner Landtag. In der ersten Wahlperiode vom 6. April 1861 bis zum 19. Dezember 1867 war er Mitglied des Landesausschusses und Mitglied des Finanz- und des Bauausschusses. In der zweiten Wahlperiode vom 18. Februar 1867 bis zum 21. Mai 1870 war er erneut Mitglied des Landesausschusses und Mitglied des juridisch-politischen Ausschusses. In der dritten Wahlperiode vom  20. August 1870 bis zum 10. August 1871 gehörte er dem juridisch-politischen und dem Finanzausschuss an.